# Bèta (letter)
De bèta (hoofdletter Β, kleine letter β, Oudgrieks βῆτα), is de tweede letter van het Griekse alfabet. De hoofdletter Β is gelijk aan de Latijnse letter B. β' is het Griekse cijfer voor 2, ,β voor 2000.
De bèta werd in het klassiek Grieks uitgesproken als een /b/, zoals in boom, maar klinkt in het modern Grieks als een /v/, zoals in vlag. In het moderne Grieks wordt de naam van de letter dan ook als víta uitgesproken. Voor de /b/-klank wordt tegenwoordig μπ geschreven.

## Gebruik
In de wiskunde en in de natuurkunde wordt deze letter vaak gebruikt om een hoek aan te duiden. Ook staat de β voor bètastraling. In de geneeskunde spreekt men van een β-lactam-antibioticum.
De letter bèta duidt in de houtbewerking ook de wighoek van snijgereedschap aan.
In de elektronica stelt bèta de versterkingsfactor van een bipolaire transistor voor.

## Weergave

### Unicode
De Β en β zijn in 1993 toegevoegd aan de Unicode 1.0 karakterset.
In Unicode vindt men Β onder het codepunt U+0392 (hex) en β onder U+03B2.

### HTML
In HTML kan men voor Β de code &Beta; gebruiken, en voor β &beta;.